# Doug Flutie
Douglas Richard „Doug“ Flutie (* 23. Oktober 1962 in Manchester, Maryland) ist ein ehemaliger US-amerikanischer Canadian-Football- und American-Football-Spieler auf der Position des Quarterbacks.
Flutie spielte von 1980 bis 1984 College Football für Boston College und erlangte am 23. November 1984 landesweite Aufmerksamkeit durch einen Hail Mary Pass über 48 Yards, der von Gerard Phelan in der Endzone gefangen wurde und die Eagles quasi in letzter Sekunde den 47:45-Sieg gegen die Miami Hurricanes einbrachte. In seinem letzten Jahr bei den Eagles wurde Flutie mit der Heisman Trophy als bester Collegespieler ausgezeichnet.
Flutie entschied sich, seine Profikarriere bei den New Jersey Generals, die in der United States Football League (USFL) spielten, zu beginnen. Da er im Draft für die NFL-Teams nicht verfügbar war, wurde er von den Los Angeles Rams erst in der 11. Runde an 285. Stelle des Draftes von 1985 ausgewählt, was die niedrigste Drafting-Quote für einen Heisman-Trophy-Gewinner darstellte. Nachdem die USFL gescheitert war, spielte er seine ersten vier NFL-Saisons bei den Chicago Bears und den New England Patriots.
Flutie verließ die NFL 1990 und wechselte in die Canadian Football League (CFL), wo er als einer der größten Spieler aller Zeiten gilt. Als Mitglied der BC Lions, Calgary Stampeders und Toronto Argonauts wurde Flutie sechs Mal zum CFL’s Most Outstanding Player gewählt, wobei der Award jährlich an den besten Spieler der Canadian Football League verliehen wird. Des Weiteren gewann er in der Zeit dreimal den Grey Cups und wurde dabei bei allen drei Meisterschaften, zwei mit den Argonauts und einem mit den Stampeders, zum Grey Cup MVP ernannt.
Nach seinem Erfolg in der CFL kehrte Flutie 1998 in die NFL zurück und spielte für die Buffalo Bills. Er wurde in die Pro Bowl und zum NFL Comeback Player of the Year Award gewählt, weil er Bills in die Play-offs führte. In der folgenden Saison verhalf er den Bills erneut zu einem Playoff-Platz, wurde aber im anschließenden Wild Card Game, dass später als Music City Miracle bekannt wurde, auf die Bank gesetzt. Der Grund war, dass sich die Bills bereits nach 15 Spielen für die Play-offs qualifiziert hatten und man sich entschied, am letzten Spieltag einige Starter zu schonen und stattdessen ihren Backups Spielzeit zu geben. Darunter war auch Flutie, der von Rob Johnson ersetzt wurde. Gegen die Indianapolis Colts hatte er einen überragenden Tag, als er über 75 % seiner Pässe für 287 Yards und zwei Touchdowns anbrachte und so mit 31:7 den elften Sieg der Bills in dieser Saison vorbereitete. Nach dem Spiel gab Head Coach Wade Phillips bekannt, dass die Bills auch in die Play-offs mit Johnson als Starting Quarterback gehen würden. Diese Entscheidung wurde sehr kontrovers diskutiert. Später gab Phillips an, dass er von Besitzer Ralph Wilson dazu gezwungen wurde. Flutie sollte der letzte Quarterback sein, der die Bills in den nächsten 17 Jahren in die Postseason führte. Er spielte 2001 zum letzten Mal als Starting Quarterback bei den San Diego Chargers und verbrachte seine letzte Profisaison als Backup bei den Patriots. Im Jahr 2007 wurde er in die College Football Hall of Fame und 2008 in die Canadian Football Hall of Fame aufgenommen. Flutie wurde 2007 auch in die Hall of Fame des kanadischen Sports (Canada's Sports Hall of Fame) aufgenommen und war damit der erste Nicht-Kanadier, der in diese aufgenommen wurde.
Am 1. Januar 2006 erzielte Flutie im letzten Spiel seiner Karriere das erste Dropkick-Field Goal in der NFL seit 1941.